# MASSIVE WONDERS
MASSIVE WONDERS는 미즈키 나나의 16집 싱글이다. 2007년 8월 22일에 출시되었다.

## 수록곡
1. MASSIVE WONDERS [4:15]
작사 : 미즈키 나나, 작곡·편곡 : 야부키 도시로
  - TV 애니메이션『마법소녀 리리컬 나노하 StrikerS』 여는 곡
2. Happy Dive [4:00]
작사 : Bee', 작곡·편곡 : 후지타 준페이(Elements Garden)
  - 닛폰 텔레비 『라지카룻』 8월의 닫는 곡
3. Pray [4:29]
작사 : Hibiki, 작곡·편곡 : 아게마쓰 노리야스(Elements Garden)
  - TV 애니메이션『마법소녀 리리컬 나노하 StrikerS』제24화 삽입곡
4. MASSIVE WONDERS （without NANA）
5. Happy Dive （without NANA）
6. Pray （without NANA）